# Cratichneumon pratincola
Cratichneumon pratincola là một loài tò vò trong họ Ichneumonidae.